# Eremulus foveolaltus
Eremulus foveolaltus är en kvalsterart som beskrevs av Hammer 1962. Eremulus foveolaltus ingår i släktet Eremulus och familjen Eremulidae. Inga underarter finns listade i Catalogue of Life.